# Lyseng Svømmebad
Lyseng Svømmebad er en familiesvømmehal i Holme i Højbjerg, et sydligt postdistrikt i Aarhus. Svømmebadet er en del af Lyseng Idrætscenter og er ét af i alt fire offentlige svømmebade i Aarhus.

## Faciliteter
Lyseng Svømmebad rummer tre bassiner: 
- Lege/træningsbassin – 12,5 m, dybde 0,90 m, vandtemperatur 29,5 grader
- Svømmebassin – 25 m, dybde 1,80 m, vandtemperatur 26 grader
- Springbassin – ovalt bassin med en diameter på 12 m, dybde 4,20 m, vandtemperatur 26 grader.

I den offentlige åbningstid deles svømmebassinet ved hjælp af et banetov – den ene halvdel er for svømmere og der svømmes banesvømning – den anden halvdel er til leg. I springbassinet er der tre vipper på henholdsvis 1, 3, og 5 meter. 
Der er sauna i både mande- og kvinde-afdelingen.
Under renovering i 2008 blev der bygget familieomklædningsrum, så hele familien har mulighed for at klæde om sammen. Der blev også installeret opholdsrum med tekøkken hvor man kan spise medbragt mad.

## Historie
Lyseng Svømmebad blev opført i 1969-70. Der blev bygget en svømmehal med tre bassiner og derudover to udendørs bassiner. I 1990-91 blev svømmebadet renoveret og ombygget og i den proces blev de to friluftsbade nedlagt.
Lyseng Svømmebad er senest renoveret i 2015. Her blev bygningen bl.a. energisikret, ventilationsanlægget blev opgraderet til 2017 miljø-kravene og der blev installeret nye vandbehandlingsanlæg. Renoveringen har blandt andet betydet at bygningens drift er blevet billigere og mere miljøvenlig samt at klor-niveauet kunne sænkes.
Lyseng Svømmebad har årligt omkring 150.000 gæster.

## Adresse
Lyseng Svømmebad
Lysengvej 4
8270 Højbjerg

## Ekstern henvisning
- Lyseng Svømmebads hjemmeside

56°6′43.99″N 10°11′28.42″Ø / 56.1122194°N 10.1912278°Ø